# Tram van Liberec
De tram van Liberec is een van de zes trambedrijven in Tsjechië. Het net wordt geëxploiteerd door het gemeentelijk vervoerbedrijf Dopravní podnik měst Liberec a Jablonce nad Nisou. Het net was oorspronkelijk metersporig maar vanaf 1990 wordt het stapsgewijs verbouwd naar een normaalsporig tramnet.
Het net telt drie reguliere stadstramlijnen (+ één historische stadstramlijn) in Liberec en een streektramlijn naar de naburige stad Jablonec nad Nisou. De totale netlengte bedraagt 21,5 kilometer. Verschillende nieuwe trajecten worden gepland (Rochlice - Vesec en Ruprechtice - Pavlovice).

## Lijnen
Thans telt het net vier reguliere lijnen en een historische lijn. Lijn 2 bedient een deeltraject van lijn 3. Alleen lijn 1 kan nog met meterspoor historische trams bereden worden omdat dit traject voorzien is van gemengd spoor.
| Lijn                        | Traject |
| --------------------------- | --- |
| 1 (Normaalspoor/Meterspoor) | Historische lijn: Lidové Sady - Fügnerova - Viadukt (tussenliggende haltes zoals lijn 3) |
| 2 (Normaalspoor)            | Lidové Sady - Fügnerova - Viadukt - Dolní Hanychov (tussenliggende haltes zoals lijn 3) |
| 3 (Normaalspoor)            | Lidové Sady - Riegrova - Botanická-Zoo - Muzeum-výstaviště - Průmyslová škola - 5. května - Šaldovo nám. - Fügnerova - Soukenné náměstí - Rybníček - Nádraží - Viadukt - Krkonošská - Staré pekárny - Vápenka - Janův Důl - Kubelíkova - Dolní Hanychov - Malodoubská - Hanychov kostel - Spáleniště - Horní Hanychov                                                                                          |
| 5 (Normaalspoor)            | Rybníček - Soukenné náměstí - Fügnerova - Mlýnská - Textilana - U lomu - Nová Ruda - Ústav sociální péče - Pivovar (Ri. Jablonec) - Lékárna - Vratislavice kostel - Vratislavice výhybna |
| 11 (Normaalspoor)           | Viadukt - Nádraží - Rybníček - Soukenné náměstí - Fügnerova - Mlýnská - Textilana - U lomu - Nová Ruda - Ústav sociální péče - Pivovar (Ri. Jablonec) - Lékárna - Vratislavice kostel - Vratislavice výhybna - Kyselka (x) - Proseč, škola (x) - Proseč, pošta (x) - Proseč, výhybna (x) - Nový Svět (x) - Zelené údolí (x) - Měnírna (x) - Brandl (x) - Liberecká - Jablonec nad Nisou (x) = halte op verzoek |

Op alle lijnen kan gebruik worden gemaakt van het Euro-Neiße-Ticket dat geldig is in de drielandenregio Duitsland - Polen - Tsjechië.

## Geschiedenis

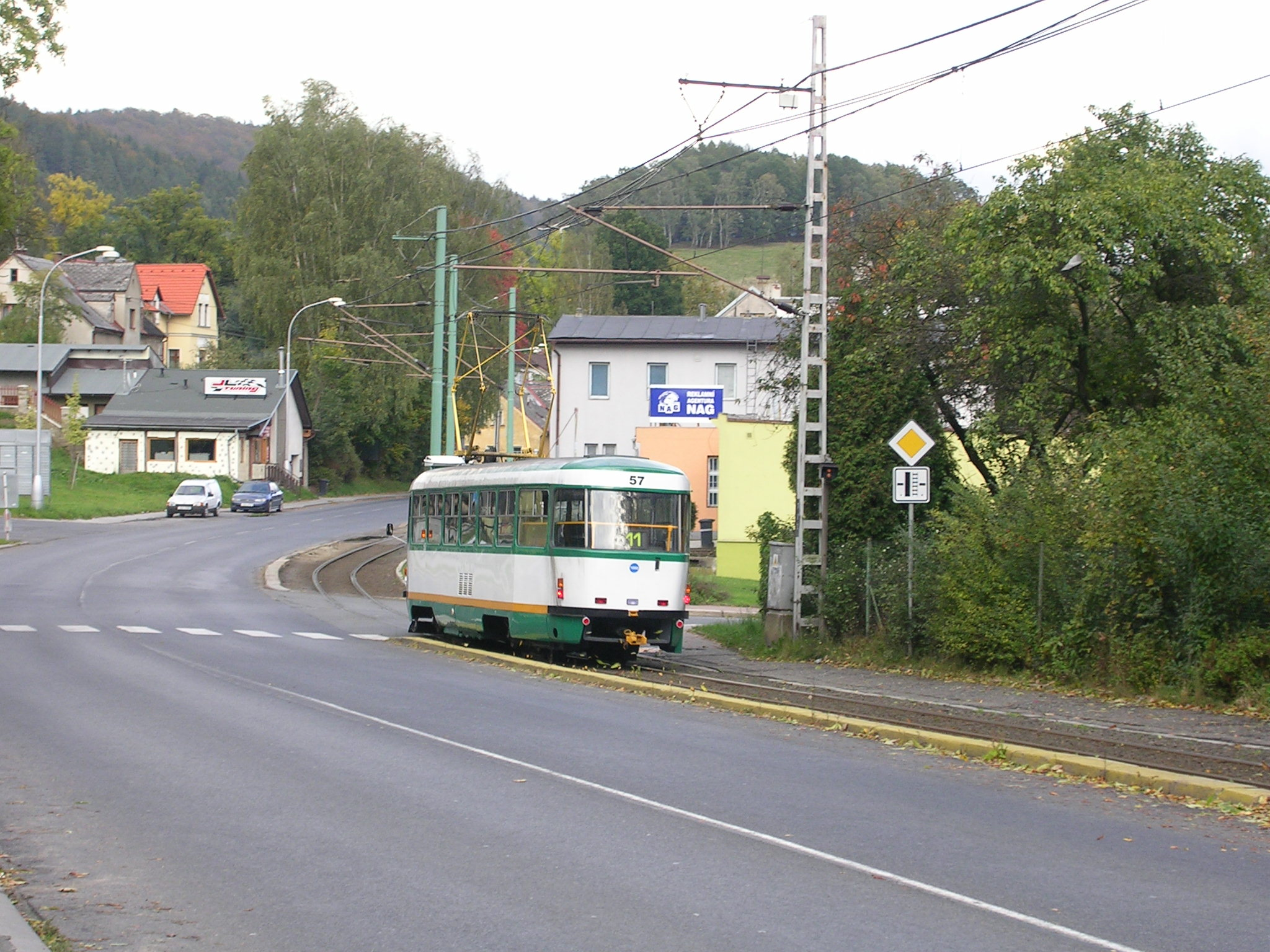
Een metersporige tram op lijn 11 in Vratislavice, onderweg naar Jablonec

Twee industriëlen namen in 1894 het initiatief voor een tramnet. De eerste metersporige tramlijn werd op 25 augustus 1897 geopend en liep van het station naar de plek waar zich thans de dierentuin bevindt. Dit traject komt heden ten dage grotendeels overeen met de huidige tramlijn 1. In november van hetzelfde jaar werd de lijn verlengd tot aan Lidové Sady aan de Noordelijke stadsrand. De lijn had daardoor een lengte van 3,5 kilometer en liep tot aan de rand van het IJzergebergte. De lijn had een stijgingspercentage tot 10% en was voorzien voor dubbelspoor maar omwille van enkele smalle straten lagen de sporen gedeeltelijk in twee parallel aan elkaar gelegen straten. In 1899 werd een tweede lijn aangelegd naar de toenmalige voorstad Rochlice. In 1904 werd deze lijn verlengd tot Růžodol. Lijn 2 had daardoor een lengte van 4,2 km.
In 1900 werd een eenheidstarief ingevoerd van 12 heller van maandag tot zaterdag en van 20 heller op zondag. Lijn 1 had een frequentie om de vijf minuten en lijn 2 reed om de tien minuten.
In 1912 kwam de 5,7 km lange lijn naar Horní Hanychov in dienst. Deze had een maximale stijging van 7%. Een rechtstreekse aansluiting van de stad met het spoorwegstation kwam er pas in 1932, waardoor de lijn van en naar het station 8,2 km lang werd. De geplande verlenging van deze lijn naar de kabelbaan van Jěstěd werd op dat ogenblik nog niet gerealiseerd.
Op 24 december 1934 telde het tramnet van Liberec vier lijnen:
- 1 Nádraží (station) - Soukenné náměstí - Lidové Sady
- 2 Rochlice - Soukenné náměstí - Růžodol I
- 3 Horní Hanychov – Nádraží (station) - Soukenné náměstí - Lidové Sady
- 4 Vápenka - Pekárny – Nádraží (station) - Soukenné náměstí - Lidové Sady

Aan het einde van de Tweede Wereldoorlog werden alle Duitstalige medewerkers op grond van de Beneš-decreten ontslagen en alle Duitstalige opschriften werden verwijderd. Directeur Anton Schlupek vertrok in 1946 als laatste en ging aan de slag bij Stadtwerke Ulm GmbH, het trambedrijf van Ulm.
Op 26 december 1956 werd een 12,5 km lange streektramlijn geopend die Liberec via Vratislavice nad Nisou verbond met Jablonec nad Nisou. Daardoor werden de tramnetten van Liberec en Jablonec verknoopt. In deze periode werden alle trameindpunten ook uitgebouwd met een keerlus. Omgekeerd werd deze periode ook gekenmerkt door een zeker verval. Zo moesten de trams vanaf 1960 de Benešovo náměstí stapsgewijs en zonder reizigers doorrijden vanwege instortingsgevaar van een aantal gebouwen. De reizigers dienden deze afstand te voet af te leggen.
Tussen 27 maart 1972 en 29 december 1976 werd de lijn naar Jablonec nad Nisou gemoderniseerd. Daardoor verkortte de reistijd van 39 naar 27 minuten. Op 1 september 1990 startten in de stad de werken voor de omvorming van het net van meter- naar normaalspoor. Gezien deze werken zich beperkten tot het stadsnet, rijden er in Liberec twee soorten trams met verschillende spoorwijdte. De streektram bleef immers een metersporige lijn. Op het einde van de jaren 1990 begon men na te denken om ook de streektram om te sporen. Als gevolg hiervan zou de streektram ook kunnen doorgetrokken worden tot aan de voet van de kabelbaan in Horní Hanychov.

## Rollend materieel
Volgende trams doen dienst in Liberec:
|  | Type     | Wijzigingen en subtypes                                                                     | Bouwjaar (oorspronkelijk) | Aantal |
|  | -------- | ------------------------------------------------------------------------------------------- | ------------------------- | ------ |
|  | Tatra T2 | Tatra T2R                                                                                   | 1996 (1959-1996)          | 2      |
|  | Tatra T3 | Tatra T3, Tatra T3SUCS, Tatra T3m, Tatra T3M.04, Tatra T3R.PV, Tatra T3R.PLF, Tatra T3R.SLF | 1982-2015 (1965-2015)     | 61     |
|  | EVO2     | EVO2                                                                                        | 2012 (2012)               | 1      |

## Geplande regiotram Nisa
In het jaar 2000 besliste men om een tramtrein naar het voorbeeld van Karlsruhe te realiseren onder de naam Regiotram Nisa. Kernstuk in dit project zou zijn om de meestal enkelsporige en door een desolaat landschap lopende streektramlijn tussen Liberec en Jablonec nad Nisou te vervangen door een dubbel- en normaalsporige, snelle stadtbahnlijn. Een volgend doel zou zijn om de lokale en eveneens enkelsporige spoorlijn Zittau ↔ Liberec ↔ Harrachov en waarvan de haltes in dit zeer bergachtig landschap enkele bushaltes van de dorpskernen gelegen zijn, tweesporig uit te bouwen en te integreren in de lokale dorpscentra. Een derde doelstelling was om een betere verbinding te creëren tussen de wintersportgebieden van Harrachov en Jakuszyce (Polen) enerzijds en de grote steden zoals Liberec of het Poolse Jelenia Góra anderzijds. Daarvoor zou de voormalige en enkelsporige spoorlijn over de Novosvětský průsmyk (bergpas) terug in dienst moeten gesteld worden als dubbelsporige en geëlektrificeerde regiotramlijn. In meerdere fasen was de verdere uitbreiding van het elektrische tramnet voorzien: vooreerst zouden de trajecten naar Tanvald en Josefův Důl in dienst komen. Nadien zou het in meerdere stappen uitgebreid worden naar Jelenia Góra (Polen), Železný Brod, Frýdlant v Čechách, Zittau (Duitsland) en in de richting van Rumburk.
De Investorsko inženýrská a.s. won in september 2003 de openbare aanbesteding van de Tsjechische regio Liberec om het project tot 2009 te coördineren. De hoofdopdracht van de coördinatie bestond uit tal van activiteiten gaande van de projectleiding, over een voorstel van financieringsmodel, onderzoek naar de haalbaarheid van het project, aantrekken van investeerders en engineeringactiviteiten, de marketing en de hele voorbereiding van het project. Onder de huidige omstandigheden is een realisering in de komende tijd echter niet meer te verwachten, gezien het project omwille van financiële reden door het Tsjechisch ministerie van Verkeer minder prioriteit heeft gekregen.